# Held Up
Held Up (Brasil: Segura a Onda / Portugal: Sequestro Acidental)é um filme norte-americano de comédia, lançado em 1999. O filme estrela Jamie_Foxx e Nia_Long.

## Sinopse
Empresário e esposa negros se perdem em cidadezinha de interior dos Estados Unidos e são pegos como reféns por bandidos em uma loja. Enfrentam a situação e o racismo com humor e falação.

## Elenco
- Jamie Foxx como Michael Dawson
- Nia Long como Rae
- Barry Corbin como Pembry
- John Cullum como Jack
- Roselyn Sanchez como Trina
- Sarah Paulson como Mary
- Jake Busey como Beaumont
- Eduardo Yáñez como Rodrigo
- Natalia Cigliuti como Wilma
- Julie Hagerty como Gloria
- Ryan Phillippe como Henry Dawson
- Dalton James como Sunny
- Herta Ware como Alice
- Andrew Jackson como Billy
- Sam Gifaldi como Rusty
- Diego Fuentes como Sal
- Sam Vlahos como Jose
- Billy Morton como Delbert
- Harper Roisman como Howard
- Gary Owen como Clute
- Chris Scott como Gladys
- Tim Dixon como Leon
- Gerry Quigley como Horace
- Michael Shamus Wiles como Biker

## Recepção

### Crítica
O filme recebeu críticas geralmente negativas. Obteve 17% de aprovação no Rotten Tomatoes, que se baseou em 30 críticas recolhidas, e uma média ponderadade 3.3 /10. O filme tem uma pontuação ligeiramente superior de 21/100 no Metacritic, indicando comentários "geralmente desfavoráveis".